# Ed Grady
Ed Grady, pseudonimo di Edward Louis Grady (Kinston, 31 agosto 1923 – Columbia, 10 dicembre 2012), è stato un attore e insegnante statunitense.

## Biografia
Ed Grady frequentò la Grainger High School di Kinston, per poi arruolarsi nelle forze armate nella Seconda guerra mondiale, venendo acclamato anche come eroe e ottenendo una medaglia di soldato per aver salvato la vita a un pilota di un P-47 andato in fiamme. Tornato dalla guerra, si laureò in teatro e in inglese.
Si è sposato due volte: prima nel 1951 con Jayne Elliott Grady fino alla morte improvvisa di lei, nel 1984; poi nel 1985 con Carolyn F. Ramsay, con cui rimase fino alla morte. Dalla prima moglie, ha avuto due figli, Marta e Sean.
È morto presso il Palmetto Health Richland hospital di Columbia nel 2012, a 89 anni.

## Filmografia parziale

### Cinema
- D.A.R.Y.L., regia di Simon Wincer (1985)
- Lolita, regia di Adrian Lyne (1997)
- Le pagine della nostra vita (The Notebook), regia di Nick Cassavetes (2004)